# Carolus Rex
| Оценки критиков   | Оценки критиков |
| Источник          | Оценка          |
| ----------------- | --------------- |
| Grande Rock       | [ 2 ]           |
| About.com         | [ 3 ]           |
| Peek from the Pit | [ 4 ]           |

Carolus Rex (с лат. — «Король Карл») — шестой студийный альбом шведской пауэр-метал-группы Sabaton, вышел 25 мая 2012 года.

## Об альбоме
Carolus Rex посвящён Тридцатилетней и Северной войнам, а также королю Швеции Карлу XII и его военным походам. Альбом вышел в двух вариантах: на английском и на шведском, специальная версия альбома включает в себя оба варианта на двух дисках. Также были записаны 2 песни, «Far From the Fame» и «Harley From Hell» (последняя вошла в сборник Metalus Hammerus Rex), не вошедшие в альбом по причине другой тематики текста, не подходящей под тему концептуального альбома. Бонусом к альбому были записаны 3 кавера на песни таких групп, как Amon Amarth, Rammstein и Status Quo.

## Тур «Swedish Empire» в поддержку альбома
В поддержку альбома прошёл третий мировой концертный тур под названием «Swedish Empire». Концерты проходили в городах Швеции, а также Европы, Северной Америки и в водах Балтийского моря. В течение этого тура участники Sabaton впервые посетили несколько различных стран. На разогреве у группы в Швеции выступала группа Raubtier, сами же участники Sabaton выступали на разогреве у Iron Maiden.
Во время тура в 2012 году вокалист Йоаким Броден помимо вокальных партий несколько раз на концертах играл на синтезаторе, электрогитаре и бас-гитаре. Так же, во время одного из концертов в Швеции, во время исполнения песни The Book of Heavy Metal, сессионный ударник Сноуи Шоу исполнял роль основного вокалиста. Его заменил барабанщик группы Raubtier, Билл Буффало. В 2012 году в Карлстаде Йоаким выступил вокалистом вместе с группами Raubtier и Pain. Летом 2013 года группе было запрещено выступать со своей концертной программой в Волгограде. Причина: возможная пропаганда нацизма участниками группы. Лидер группы, Пэр Сундстрём, лично вылетал в Волгоград, чтобы разобраться с этой проблемой.

## Список композиций

### Английский вариант
| №   | Название | Длительность |
| --- | --- | ------------ |
| 1.  | «Dominium Maris Baltici» (Вступление) | 0:29         |
| 2.  | «The Lion from the North» (Песня, посвящённая Густаву II Адольфу)                                                                                    | 4:42         |
| 3.  | «Gott Mit Uns» (О Битве при Брейтенфельде) | 3:15         |
| 4.  | «A Lifetime of War» (О Тридцатилетней войне; трагедии войны глазами очевидца)                                                                        | 5:45         |
| 5.  | «1648» (Об осаде Праги шведскими войсками под конец Тридцатилетней войны)                                                                            | 3:55         |
| 6.  | «The Carolean's Prayer» (Песня о элитном военном экспедиционном корпусе, который служил Карлу XII и о Северной войне)                                | 6:14         |
| 7.  | «Carolus Rex» (Заглавный трек альбома, посвящённый восхождению на трон Карла XII)                                                                    | 4:53         |
| 8.  | «Killing Ground» (О Фрауштадтской битве и убийстве пленных солдат)                                                                                   | 4:24         |
| 9.  | «Poltava» (Песня, посвящённая Полтавской битве) | 4:03         |
| 10. | «Long Live the King» (Песня о загадочной смерти короля Карла XII)                                                                                    | 4:09         |
| 11. | «Ruina Imperii» (Песня о падении Швеции после Северной войны, акцент сделан на так называемом «Марше смерти каролинеров» (только на шведском языке)) | 3:21         |

### Шведский вариант
Выпускается для местного рынка. Специальное издание содержит обе версии альбома на двух дисках
| №   | Название                 | Длительность |
| --- | ------------------------ | ------------ |
| 1.  | «Dominium Maris Baltici» | 0:29         |
| 2.  | «Lejonet Från Norden»    | 4:42         |
| 3.  | «Gott Mit Uns»           | 3:15         |
| 4.  | «En Livstid i Krig»      | 5:45         |
| 5.  | «1648»                   | 3:55         |
| 6.  | «Karolinens Bön»         | 6:14         |
| 7.  | «Carolus Rex»            | 4:53         |
| 8.  | «Ett Slag Färgat Rött»   | 4:24         |
| 9.  | «Poltava»                | 4:03         |
| 10. | «Konungens Likfärd»      | 4:09         |
| 11. | «Ruina Imperii»          | 3:21         |

### Бонус
| №  | Название                                          | Длительность |
| -- | ------------------------------------------------- | ------------ |
| 1. | «In The Army Now (Status Quo cover)»              | 3:59         |
| 2. | «Twilight of the Thunder God (Amon Amarth cover)» | 3:59         |
| 3. | «Feuer Frei (Rammstein cover)»                    | 3:12         |

### Синглы
- The Lion from the North
- Carolus Rex

## Участники записи
Записан в составе:
- Йоаким Броден — вокал, композитор
- Оскар Монтелиус — гитара
- Рикард Сунден — гитара
- Даниель Мюр — клавишные (партии были записаны для тура в поддержку альбома[5])
- Пэр Сундстрём — бас-гитара
- Даниель Муллбак — ударные
- Петер Тэгтгрен — вокал

Исполняется в составе
- Йоаким Броден — вокал
- Пэр Сундстрём — бас-гитара, бэк-вокал
- Тоббе Энглунд — гитара, бэк-вокал
- Крис Рёланд — гитара, бэк-вокал
- Роббан Бэк — ударные
- Сноуи Шоу — ударные